# بالاگاهاتنا
بالاگاهاتنا (به لاتین: Balagahatenna) یک منطقهٔ مسکونی در سری‌لانکا است که در استان مرکزی (سری‌لانکا) واقع شده‌است.